# Walter Kollmann
Walter Kollmann (17 de junio de 1932-16 de mayo de 2017) fue un futbolista austríaco que jugaba como defensa.

## Selección nacional
Fue internacional con la selección de fútbol de Austria en 16 ocasiones. Formó parte de la selección que obtuvo el tercer lugar en la Copa del Mundo de 1954, siendo el mayor éxito en la historia del fútbol austríaco hasta la fecha.

### Participaciones en Copas del Mundo
| Mundial                        | Sede   | Resultado      | Partidos | Goles |
| ------------------------------ | ------ | -------------- | -------- | ----- |
| Copa Mundial de Fútbol de 1954 | Suiza  | Tercer lugar   | 1        | 0     |
| Copa Mundial de Fútbol de 1958 | Suecia | Fase de grupos | 1        | 0     |

### Participaciones en Juegos Olímpicos
| Olimpiada                         | Sede      | Resultado        | Partidos | Goles |
| --------------------------------- | --------- | ---------------- | -------- | ----- |
| Juegos Olímpicos de Helsinki 1952 | Finlandia | Cuartos de final | 2        | 0     |

## Clubes
| Club         | País    | Año       |
| ------------ | ------- | --------- |
| Wacker Viena | Austria | 1951-1960 |